# مارك إنجليش (رياضي)
مارك إنجليش (بالإنجليزية: Mark English)‏ مواليد 18 مارس 1993، هو عداء أيرلندي متخصص في 800 متر. أفضل رقم شخصي له هو 1:44.84 (800 م).

## الميداليات
| الميدالية | المسابقة                                    |
| --------- | ------------------------------------------- |
| برونزية   | بطولة أوروبا لألعاب القوى 2014              |
| فضية      | بطولة أوروبا لألعاب القوى داخل الصالات 2015 |

## روابط خارجية
- مارك إنجليش على موقع الاتحاد الدولي لألعاب القوى (الإنجليزية)
- مارك إنجليش على موقع اللجنة الأولمبية الدولية (الإنجليزية)
- مارك إنجليش على موقع أوليمبيديا (الإنجليزية)
- مارك إنجليش على موقع اللجنة الأولمبية الأيرلندية (الإنجليزية)